# 인선ENT
인선ENT 주식회사는 대한민국의 건설폐기물 수집 운반 및 중간처리 기업이다.

## 논란
계열사인 CAC그린성장제1호사모투자합자회사의 주식을 2022년 10월부터 2023년 6월까지 소유하여 일반 지주회사의 자회사가 손자회사가 아닌 국내 계열사 주식을 갖거나 일반 지주회사의 손자회사가 국내 계열사의 주식을 소유하지 못하도록 하는 공정거래법을 위반하여 과징금이 부과된 적이 있다.

## 테마주
오세훈 서울시장의 재개발·재건축 규제 완화 공약의 수혜를 받는 테마주로 시장에서 여겨진다.